# Comber Recreation Ladies Football Club
 (octobre 2018).
Maillots
Actualités
Le Comber Recreation Ladies Football Club est un club féminin de football basé à Comber en Irlande du Nord. Il s'agit de la section féminine du club masculin, le Comber Recreation Ladies Football Club. Le club accède à la première division du championnat d'Irlande du Nord féminin de football en 2019 après avoir remporté l'année précédente la deuxième division nationale.

## Histoire
Le mardi 8 novembre 2012 se déroule le tout premier entrainement féminin sous les ordres de Winston Kerr et de Heather McCracken. La section féminine est créée. Pour leur première saison, l'équipe termine à la troisième place de la quatrième division.. En 2014, les filles accèdent à la troisième division. Elles réussissent à remporter le championnat lors de la toute dernière journée de la saison grâce à une victoire 5-0 sur les Fermanagh Mallards.
2017 et 2018 voient l'équipe remporter coup sur coup deux championnats, la NIWFA South 1 en 2017 et le NIWFA Championship, la deuxième division nationale, en 2018. Cette victoire propulse le Comber Rec. en première division nationale pour la saison 2019.

## Palmarès
- Championnat d'Irlande du Nord féminin
  - Vainqueur de la deuxième division (Championship) en 2018.